# Манон ван Роєн
Манон ван Роєн  (нід. Manon van Rooijen, 3 липня 1982) — нідерландська плавчиня, олімпійська медалістка.

## Виступи на Олімпіадах
| Олімпіада   | Дисципліна                      | Місце                 |
| ----------- | ------------------------------- | --------------------- |
| Сідней 2000 | естафета 4 × 100 вільним стилем | 2                     |
| Сідней 2000 | естафета 4 × 200 вільним стилем | 11                    |
| Пекін 2008  | естафета 4 × 100 вільним стилем | 1 (попередні запливи) |
| Пекін 2008  | естафета 4 × 200 вільним стилем | 11                    |